# TRNAU1AP
TRNAU1AP (англ. TRNA selenocysteine 1 associated protein 1) – білок, який кодується однойменним геном, розташованим у людей на 1-й хромосомі. Довжина поліпептидного ланцюга білка становить 287 амінокислот, а молекулярна маса — 32 499.
| 10         |  | 20         |  | 30         |  | 40         |  | 50         |
| ---------- |  | ---------- |  | ---------- |  | ---------- |  | ---------- |
| MAASLWMGDL |  | EPYMDENFIS |  | RAFATMGETV |  | MSVKIIRNRL |  | TGIPAGYCFV |
| EFADLATAEK |  | CLHKINGKPL |  | PGATPAKRFK |  | LNYATYGKQP |  | DNSPEYSLFV |
| GDLTPDVDDG |  | MLYEFFVKVY |  | PSCRGGKVVL |  | DQTGVSKGYG |  | FVKFTDELEQ |
| KRALTECQGA |  | VGLGSKPVRL |  | SVAIPKASRV |  | KPVEYSQMYS |  | YSYNQYYQQY |
| QNYYAQWGYD |  | QNTGSYSYSY |  | PQYGYTQSTM |  | QTYEEVGDDA |  | LEDPMPQLDV |
| TEANKEFMEQ |  | SEELYDALMD |  | CHWQPLDTVS |  | SEIPAMM    |  |            |

A: Аланін

C: Цистеїн

D: Аспарагінова кислота

E: Глутамінова кислота

F: Фенілаланін

G: Гліцин

H: Гістидин

I: Ізолейцин

K: Лізин

L: Лейцин

M: Метіонін

N: Аспарагін

P: Пролін

Q: Глутамін

R: Аргінін

S: Серин

T: Треонін

V: Валін

W: Триптофан

Задіяний у таких біологічних процесах, як біосинтез білків, альтернативний сплайсинг. 
Білок має сайт для зв'язування з РНК. 
Локалізований у цитоплазмі, ядрі.